# Бейкер, Эдмунд Гилберт
Э́дмунд Ги́лберт Бе́йкер (англ. Edmund Gilbert Baker, 8 февраля 1864 — 17 декабря 1949) — британский ботаник и фармацевт.

## Биография
Эдмунд Гилберт Бейкер родился 8 февраля 1864 года в Сирске. Он был сыном ботаника Джона Гилберта Бейкера (1834—1920). Бейкер получил образование в фармацевтическом колледже Лондона. Был сотрудником Британского музея сначала как ассистент, затем как смотритель. Во время экспедиции Волластона в Нидерландскую Новую Гвинею (1912—1913) Бейкер публиковал данные по ботанике. Умер в 1949 году.

## Научные работы
- Synopsis of Malveae, 1895.
- Catalogue of the Plants collected by Mr. & Mrs. P.A. Talbot in the Oban district, South Nigeria. London.
- Leguminosae of Tropical Africa, parte 1, [1]—215, ene 1926; parte 2, [i-iii], 216—607, jul 1929; parte 3, [i-iii], 608—693, abr 1930.